# زلاتوو
زلاتوو (صربی: Zlatovo}} یک منطقهٔ مسکونی در صربستان است که در Despotovac واقع شده‌است.